# Ianthasaurus
Ianthasaurus (лат.) — вымерший род некрупных эдафозавров (Edaphosauridae) позднего каменноугольного периода.

## Описание
Это один из самых мелких эдафозавров: череп длиной 8 см, общая длина 75 см. У Ianthasaurus не наблюдается многих явных признаков специализации, характерных для Edaphosaurus. Например, маргинальный зубной ряд Ianthasaurus имеет сходство с насекомоядными рептилиями: тонкие конические зубы, слегка загнутые на кончиках и небольшое развитие подобия клыков. Нёбный и нижнечелюстной зубной ряд неспециализирован, отсутствуют батареи зубов для измельчения растительной пищи. Другим отличием от Edaphosaurus является лёгкое телосложение, вероятно, обеспечивавшее хорошую манёвренность. Череп Ianthasaurus напоминает череп сфенакодонта Haptodus, хотя у этих животных довольно отдалённое родство.

## Открытие
Род назвали Роберт Рафаэль Рейс и Дэвид Берман в 1986 году. Образец был найден в пенсильванских сланцах Рок-Лэйк возле города Гарнет, штат Канзас.